# 菲島橄欖
菲島橄欖（学名：Canarium ovatum）为橄欖科橄欖屬下的一个种，俗称霹雳果（pili）。

## 扩展阅读
- 維基物種上的相關：菲島橄欖